# Wygoda (hromada Mielnica Podolska)
Wygoda (ukr. Вигода) – wieś na Ukrainie w rejonie czortkowskim należącym do obwodu tarnopolskiego.
Do 2020 w rejonie borszczowskim.